# Мейер, Роберт
Роберт Мейер (нем. Robert Meyer; 8 января 1855 — 10 июня 1914) — австро-венгерский государственный деятель, министр финансов Цислейтании в 1911.

## Жизнь и карьера
Родился в семье книготорговца. Учился в Венском и Берлинском университетах, с 1876 года — доктор юриспруденции. По завершении образования поступил на государственную службу, работал в окружном финансовом управлении Вены, затем перешёл в министерство финансов. С 1884 года — налоговый инспектор Нижней Австрии, одновременно преподавал в Венском университете. В 1885—1893 гг. преподавал в Академии торговли, в 1890—1900 гг. — в Восточной академии. С 1901 года — почётный профессор Венского университета.
В 1909 году стал членом Тайного совета. В 1910 году назначен президентом Центральной статистической комиссии.
В 1911 году работал министром финансов в кабинетах Рихарда фон Бинерт-Шмерлинга, Пауля Гауча фон Франкентурна и Карла фон Штюргка. В 1913 году вновь возглавил Центральную статистическую комиссию.